# Liga Europa de la UEFA 2025-26
La Liga Europa de la UEFA 2025-26 es la 55.ª edición del torneo secundario de fútbol de clubes de Europa organizado por la UEFA, y la 17.ª edición desde que pasó de ser Copa de la UEFA a Liga Europa de la UEFA.
La final se jugará el 20 de mayo de 2026 en el Vodafone Park de Estambul, Turquía.
El ganador de la Liga Europa de la UEFA se clasificará para la Supercopa de la UEFA 2026 y para la Liga de Campeones de la UEFA 2026-27.

## Designación de la ciudad sede de la final
En julio de 2023, la UEFA anunció que las ciudades de Düsseldorf, Fráncfort, Gelsenkirchen, Leipzig, Stuttgart, Bucarest, Glasgow y Estambul habían expresado interés en albergar las finales de la Liga Europa de la UEFA de 2026 y 2027. El comité ejecutivo de la UEFA anunció el 22 de mayo de 2024 que el Vodafone Park había sido seleccionado para albergar la final de 2026.

## Formato
El formato de esta competición es idéntico al de la temporada anterior. Cada club juega contra ocho rivales diferentes (cuatro partidos en casa y cuatro fuera de casa). Los equipos se dividen en cuatro bombos de 9 equipos según su Coeficientes UEFA. Cada equipo se enfrenta (en un solo partido) a dos equipos de su propio bombo y a dos equipos de cada uno de los otros bombos:
- Los ocho primeros se clasifican para la fase eliminatoria;
- Los clubes clasificados del 9.° al 24.° lugar juegan los play-offs de clasificación para los octavos de final;
- Los equipos clasificados después del puesto 24 son eliminados, sin repechaje en la Liga Conferencia de la UEFA.

## Asignación
Un total de 78 equipos de 33 a 40 de las 55 federaciones miembros de la UEFA participarán en la Liga Europa de la UEFA 2025-26 (con las excepciones de Liechtenstein, que no organiza una liga nacional, y Rusia, que actualmente está suspendida). La clasificación de federaciones basada en los Coeficientes UEFA se utiliza para determinar el número de equipos participantes de cada federación:
- Las asociaciones 1 a 12 tienen dos equipos clasificados.
- Las asociaciones 13 a 34 (excepto Rusia[RUS 1]) tienen un equipo clasificado.
- Se otorgará una plaza adicional al campeón de la Liga Conferencia de la UEFA 2024-25 si no accede a la Liga de Campeones de la UEFA 2025-26 o a la Liga Europa de la UEFA 2025-26 a través de su liga nacional o copa nacional.
- 31 equipos eliminados de la Liga de Campeones de la UEFA 2025-26 serán transferidos a la Liga Europa de la UEFA 2025-26.

### Clasificación de la asociación
Para la Liga Europa de la UEFA 2025-26, a las federaciones se les asignan plazas de acuerdo con sus coeficientes de federación de la UEFA 2024, que tienen en cuenta su desempeño en las competiciones europeas de 2019-20 a 2023-24.
Además de la asignación basada en los coeficientes de la asociación, las asociaciones pueden tener equipos adicionales que participen en la Liga Europa, como se indica a continuación:
- (UCL) – Equipos adicionales transferidos de la Liga de Campeones de la UEFA.
- (UEL) – Plaza adicional para el campeón vigente de la Liga Conferencia de la UEFA.

| Pos. | Federación      | Coef.   | Equipos | Notas    |
| ---- | --------------- | ------- | ------- | -------- |
| 1    | Inglaterra      | 104.303 | 2       |          |
| 2    | Italia          | 90.284  | 2       |          |
| 3    | España          | 89.489  | 2       |          |
| 4    | Alemania        | 86.624  | 2       |          |
| 5    | Francia         | 66.831  | 2       | +1 (UCL) |
| 6    | Países Bajos    | 61.300  | 2       | +1 (UCL) |
| 7    | Portugal        | 56.316  | 2       |          |
| 8    | Bélgica         | 48.800  | 2       |          |
| 9    | Turquía         | 38.600  | 2       |          |
| 10   | República Checa | 36.050  | 2       | +1 (UCL) |
| 11   | Escocia         | 36.050  | 2       |          |
| 12   | Suiza           | 32.975  | 2       | +1 (UCL) |
| 13   | Austria         | 32.600  | 1       | +1 (UCL) |
| 14   | Noruega         | 31.625  | 1       | +1 (UCL) |
| 15   | Grecia          | 31.525  | 1       | +1 (UCL) |
| 16   | Dinamarca       | 31.450  | 1       |          |
| 17   | Israel          | 31.125  | 1       | +1 (UCL) |
| 18   | Ucrania         | 28.000  | 1       | +1 (UCL) |

| Pos. | Federación | Coef.  | Equipos | Notas     |
| ---- | ---------- | ------ | ------- | --------- |
| 19   | Serbia     | 27.775 | 1       |           |
| 20   | Croacia    | 25.525 | 1       | +1 (UCL)  |
| 21   | Polonia    | 25.375 | 1       | +1 (UCL)  |
| 22   | Rusia      | 22.965 | 0       | [ RUS 1 ] |
| 23   | Chipre     | 22.100 | 1       |           |
| 24   | Hungría    | 21.875 | 1       |           |
| 25   | Suecia     | 21.500 | 1       | +1 (UCL)  |
| 26   | Rumania    | 21.375 | 1       | +1 (UCL)  |
| 27   | Bulgaria   | 20.375 | 1       | +1 (UCL)  |
| 28   | Azerbaiyán | 20.125 | 1       |           |
| 29   | Eslovaquia | 19.625 | 1       | +1 (UCL)  |
| 30   | Eslovenia  | 13.250 | 1       |           |
| 31   | Moldavia   | 13.125 | 1       |           |
| 32   | Kosovo     | 11.541 | 1       | +1 (UCL)  |
| 33   | Kazajistán | 11.500 | 1       |           |
| 34   | Finlandia  | 11.125 | 1       | +1 (UCL)  |
| 35   | Irlanda    | 10.875 | 0       | +1 (UCL)  |
| 36   | Armenia    | 10.625 | 0       | +1 (UCL)  |
| 37   | Letonia    | 10.625 | 0       | +1 (UCL)  |

| Pos. | Federación           | Coef.  | Equipos | Notas     |
| ---- | -------------------- | ------ | ------- | --------- |
| 38   | Islas Feroe          | 10.375 | 0       |           |
| 39   | Bosnia y Herzegovina | 10.000 | 0       | +1 (UCL)  |
| 40   | Liechtenstein        | 10.000 | 0       | [ LIE 1 ] |
| 41   | Islandia             | 9.583  | 0       | +1 (UCL)  |
| 42   | Irlanda del Norte    | 9.208  | 0       |           |
| 43   | Luxemburgo           | 8.625  | 0       |           |
| 44   | Lituania             | 8.500  | 0       |           |
| 45   | Malta                | 8.250  | 0       | +1 (UCL)  |
| 46   | Georgia              | 7.625  | 0       |           |
| 47   | Albania              | 7.375  | 0       |           |
| 48   | Estonia              | 7.207  | 0       |           |
| 49   | Bielorrusia          | 6.625  | 0       |           |
| 50   | Macedonia            | 6.000  | 0       | +1 (UCL)  |
| 51   | Andorra              | 5.998  | 0       |           |
| 52   | Gales                | 5.791  | 0       |           |
| 53   | Montenegro           | 5.708  | 0       |           |
| 54   | Gibraltar            | 4.957  | 0       | +1 (UCL)  |
| 55   | San Marino           | 1.832  | 0       |           |

### Distribución
La tabla refleja la actual suspensión de Rusia de la UEFA.
|                                            |                                            | Equipos que entran en esta fase | Equipos que provienen de la fase anterior                                                                                            | Equipos transferidos de la Liga de Campeones |
| ------------------------------------------ | ------------------------------------------ | --- | --- | --- |
| Primera ronda clasificatoria (16 equipos)  | Primera ronda clasificatoria (16 equipos)  | - 16 ganadores de copa nacionales de las asociaciones 17 a 34 (excluyendo Croacia y Rusia)                                                                        | | |
| Segunda ronda clasificatoria (16 equipos)  | Segunda ronda clasificatoria (16 equipos)  | - 1 ganador de copa nacional de la asociación 16 - 6 equipos en tercer lugar de las asociaciones 7 a 12 - 1 equipo en cuarto lugar de la asociación 6             | - 8 ganadores de la Primera ronda clasificatoria                                                                                     | |
| Tercera ronda clasificatoria (26 equipos)  | Ruta de campeones (12 equipos)             | | | - 12 perdedores de la Segunda ronda clasificatoria (Ruta de campeones) de la Liga de Campeones |
| Tercera ronda clasificatoria (26 equipos)  | Ruta de liga (14 equipos)                  | - 3 ganadores de copa nacionales de las asociaciones 13 a 15 | - 8 ganadores de la Segunda ronda clasificatoria (Ruta de liga)                                                                      | - 3 perdedores de la Segunda ronda clasificatoria (Ruta de liga) de la Liga de Campeones |
| Ronda de Play-Off (24 equipos)             | Ronda de Play-Off (24 equipos)             | - 5 ganadores de copa nacionales de las asociaciones 8 a 12 | - 6 ganadores de la Tercera ronda clasificatoria (Ruta de campeones) - 7 ganadores de la Tercera ronda clasificatoria (Ruta de liga) | - 6 perdedores de la Tercera ronda clasificatoria (Ruta de campeones) de la Liga de Campeones |
| Fase de liga (36 equipos)                  | Fase de liga (36 equipos)                  | - 7 ganadores de copa nacionales de las asociaciones 1 a 7 - 5 equipos en quinto lugar de las asociaciones 1 a 5 - 1 ganador de copa nacional de la asociación 20 | - 12 ganadores de la Ronda de Play-Off                                                                                               | - 5 perdedores de la Ronda de Play-Off (Ruta de campeones) de la Liga de Campeones - 2 perdedores de la Ronda de Play-Off (Ruta de liga) de la Liga de Campeones - 4 perdedores de la Tercera ronda clasificatoria (Ruta de liga) de la Liga de Campeones |
| Ronda eliminatoria preliminar (16 equipos) | Ronda eliminatoria preliminar (16 equipos) | | - 16 equipos clasificados del 9.° al 24.° de la fase de Liga                                                                         | |
| Fase eliminatoria (16 equipos)             | Fase eliminatoria (16 equipos)             | | - 8 equipos clasificados del 1.° al 8.° de la fase de Liga - 8 ganadores de la Ronda eliminatoria preliminar                         | |

Debido a la suspensión de Rusia para la temporada europea 2025-26, se realizaran los siguientes cambios en la lista de acceso:
- El campeón de la asociación 16 (Dinamarca) ingresará a la Segunda ronda clasificatoria (Ruta de liga) en lugar de la Primera ronda clasificatoria (Ruta de liga).

Dado que el campeón de la Liga Conferencia de la UEFA (Chelsea) se clasificó a la Fase de liga de la Liga de Campeones a través de su liga nacional, se realizaron los siguientes cambios en la lista de acceso:
- El Dinamo Zagreb, como club con el coeficiente de club más alto que de otro modo habría entrado en la primera ronda de clasificación de la ruta de la liga, ingresó a la fase de liga en lugar de la primera ronda de clasificación (Ruta de Liga).
- El campeón de la asociación 34 (Finlandia) ingresará a la Primera ronda clasificatoria (Ruta de liga) en lugar de la Segunda ronda clasificatoria (Ruta de liga) de la Liga Conferencia de la UEFA 2025-26.

## Participantes
Las etiquetas entre paréntesis muestran cómo cada equipo se clasificó para el lugar de su ronda inicial:
- LEC: Campeón de la Liga Conferencia de la UEFA
- CC: Campeón de copa
- N.º: Posición de liga
- LC: Procedente de la Liga de Campeones
  - PO: Perdedor de la Ronda de play-Off
  - 3R: Perdedor de la Tercera ronda clasificatoria
  - 2R: Perdedor de la Segunda ronda clasificatoria

La tercera ronda clasificatoria se divide en Ruta de campeones y Ruta de liga.
| Fase de liga                 | Fase de liga            | Fase de liga              | Fase de liga               |
| ---------------------------- | ----------------------- | ------------------------- | -------------------------- |
| Aston Villa (6.°)            | Friburgo (5.°)          | / [[]] (LC PO)            | Salzburgo (LC 3R)          |
| Nottingham Forest (7.°)      | Lille (5.°)             | / [[]] (LC PO)            | Viktoria Plzen (LC 3R)     |
| Bologna (CC)                 | Lyon (6.°)              | / [[]] (LC PO)            | Niza (LC 3R)               |
| Roma (5.°)                   | Go Ahead Eagles (CC)    | / [[]] (LC PO)            | Feyenoord (LC 3R)          |
| Real Betis (6.°)             | Porto (3.°)             | / [[]] (LC PO)            |                            |
| Celta de Vigo (7.°)          | Dinamo Zagreb (2.°)     | / [[]] (LC PO)            |                            |
| Stuttgart (CC)               |                         | / [[]] (LC PO)            |                            |
| Ronda de Play-Off            |                         |                           |                            |
| Genk (3.°)                   | Aberdeen (CC)           | Malmö (LC 3R)             | Ludogorets Razgrad (LC 3R) |
| Samsunspor (3.°)             | Young Boys (3.°)        | Slovan Bratislava (LC 3R) | Dynamo Kiev (LC 3R)        |
| Sigma Olomouc (CC)           |                         | Lech Poznań (LC 3R)       | Shkëndija (LC 3R)          |
| Tercera ronda clasificatoria |                         |                           |                            |
| Ruta de campeones            | Ruta de campeones       | Ruta de liga              | Ruta de liga               |
| RFS (LC 2R)                  | Drita (LC 2R)           | Wolfsberger (CC)          | Brann (LC 2R)              |
| Ħamrun Spartans (LC 2R)      | Rijeka (LC 2R)          | Fredrikstad (CC)          | Servette (LC 2R)           |
| Maccabi Tel Aviv (LC 2R)     | FCSB (LC 2R)            | PAOK (3.°)                | Panathinaikos (LC 2R)      |
| Lincoln Red Imps (LC 2R)     | Zrinjski Mostar (LC 2R) |                           |                            |
| Noah (LC 2R)                 | Shelbourne (LC 2R)      |                           |                            |
| Breiðablik (LC 2R)           | KuPS Kuopio (LC 2R)     |                           |                            |
| Segunda ronda clasificatoria |                         |                           |                            |
| Utrecht (4.°)                | Anderlecht (4.°)        | Baník Ostrava (3.°)       | FC Lugano (4.°)            |
| Sporting Braga (4.°)         | Beşiktaş (4.°)          | Hibernian (3.°)           | Midtjylland (2.°)          |
| Primera ronda clasificatoria |                         |                           |                            |
| Hapoel Be'er Sheva (CC)      | AEK Larnaca (CC)        | Levski Sofia (2.°)        | Sheriff Tiraspol (CC)      |
| Shakhtar Donetsk (CC)        | Paksi (CC)              | Sabah (CC)                | Pristina (CC)              |
| Partizán (2.°)               | Häcken (CC)             | Spartak Trnava (CC)       | Aktobe (CC)                |
| Legia Varsovia (CC)          | CFR Cluj (CC)           | Celje (CC)                | Ilves Tampere (2.°)        |

## Calendario
El calendario de la competición es el siguiente. Los partidos están programados para los jueves, excepto la final, que se disputa el miércoles, aunque excepcionalmente puede disputarse los martes o miércoles por conflictos de programación. En comparación con temporadas pasadas, se introducirá una semana exclusiva en la que los miércoles y jueves serán jornadas de partido, que se celebrarán los días 24 y 25 de septiembre.
| Fase                | Ronda             | Sorteo                | Ida                                           | Vuelta                                        |
| ------------------- | ----------------- | --------------------- | --------------------------------------------- | --------------------------------------------- |
| Fase Clasificatoria | Primera ronda     | 17 de junio de 2025   | 10 de julio de 2025                           | 17 de julio de 2025                           |
| Fase Clasificatoria | Segunda ronda     | 18 de junio de 2025   | 24 de julio de 2025                           | 31 de julio de 2025                           |
| Fase Clasificatoria | Tercera ronda     | 21 de julio de 2025   | 7 de agosto de 2025                           | 14 de agosto de 2025                          |
| Play-Off            | Ronda de Play-Off | 4 de agosto de 2025   | 21 de agosto de 2025                          | 28 de agosto de 2025                          |
| Fase de liga        | Jornada 1         | 29 de agosto de 2025  | 24–25 de septiembre de 2025                   | 24–25 de septiembre de 2025                   |
| Fase de liga        | Jornada 2         | 29 de agosto de 2025  | 2 de octubre de 2025                          | 2 de octubre de 2025                          |
| Fase de liga        | Jornada 3         | 29 de agosto de 2025  | 23 de octubre de 2025                         | 23 de octubre de 2025                         |
| Fase de liga        | Jornada 4         | 29 de agosto de 2025  | 6 de noviembre de 2025                        | 6 de noviembre de 2025                        |
| Fase de liga        | Jornada 5         | 29 de agosto de 2025  | 27 de noviembre de 2025                       | 27 de noviembre de 2025                       |
| Fase de liga        | Jornada 6         | 29 de agosto de 2025  | 11 de diciembre de 2025                       | 11 de diciembre de 2025                       |
| Fase de liga        | Jornada 7         | 29 de agosto de 2025  | 22 de enero de 2026                           | 22 de enero de 2026                           |
| Fase de liga        | Jornada 8         | 29 de agosto de 2025  | 29 de enero de 2026                           | 29 de enero de 2026                           |
| Fase eliminatoria   | Ronda preliminar  | 30 de enero de 2026   | 19 de febrero de 2026                         | 26 de febrero de 2026                         |
| Fase eliminatoria   | Octavos de final  | 27 de febrero de 2026 | 12 de marzo de 2026                           | 19 de marzo de 2026                           |
| Fase eliminatoria   | Cuartos de final  | 27 de febrero de 2026 | 9 de abril de 2026                            | 16 de abril de 2026                           |
| Fase eliminatoria   | Semifinal         | 27 de febrero de 2026 | 30 de abril de 2026                           | 7 de mayo de 2026                             |
| Fase eliminatoria   | Final             | 27 de febrero de 2026 | 20 de mayo de 2026 en Vodafone Park, Estambul | 20 de mayo de 2026 en Vodafone Park, Estambul |

## Fase clasificatoria

### Primera ronda clasificatoria
Un total de 16 equipos participaran en la primera ronda clasificatoria de la Liga Europa de la UEFA.
| Primera ronda clasificatoria | Primera ronda clasificatoria | Primera ronda clasificatoria | Primera ronda clasificatoria |
| ---------------------------- | ---------------------------- | ---------------------------- | ---------------------------- |
| Hapoel Be'er Sheva (CC)      | AEK Larnaca (CC)             | Levski Sofia (2.°)           | Sheriff Tiraspol (CC)        |
| Shakhtar Donetsk (CC)        | Paksi (CC)                   | Sabah (CC)                   | Pristina (CC)                |
| Partizán (2.°)               | Häcken (CC)                  | Spartak Trnava (CC)          | Aktobe (CC)                  |
| Legia Varsovia (CC)          | CFR Cluj (CC)                | Celje (CC)                   | Ilves Tampere (2.°)          |

| Equipo 1         | Agr.         | Equipo 2           | Ida | Vuelta |
| ---------------- | ------------ | ------------------ | --- | ------ |
| Shakhtar Donetsk | 6–0          | Ilves Tampere      | 6–0 | 0–0    |
| Sheriff Tiraspol | 5–2          | Pristina           | 4–0 | 1–2    |
| Spartak Trnava   | 2–3          | Häcken             | 0–1 | 2–2    |
| Sabah            | 5–6 (t. s.)  | Celje              | 2–3 | 3–3    |
| Legia Varsovia   | 2–0          | Aktobe             | 1–0 | 1–0    |
| Levski Sofia     | 1–1 (3–1 p.) | Hapoel Be'er Sheva | 0–0 | 1–1    |
| AEK Larnaca      | 2–2 (6–5 p.) | Partizán           | 1–0 | 1–2    |
| Paksi            | 0–3          | CFR Cluj           | 0–0 | 0–3    |

### Segunda ronda clasificatoria
Un total de 16 equipos participaran en la segunda ronda clasificatoria de la Liga Europa de la UEFA, de los cuales 8 proceden de la ronda anterior.
| Segunda ronda clasificatoria | Segunda ronda clasificatoria | Segunda ronda clasificatoria | Segunda ronda clasificatoria |
| ---------------------------- | ---------------------------- | ---------------------------- | ---------------------------- |
| Utrecht (4.°)                | Baník Ostrava (3.°)          | Shakhtar Donetsk (CC)        | CFR Cluj (CC)                |
| Sporting Braga (4.°)         | Hibernian (3.°)              | Legia Varsovia (CC)          | Levski Sofia (2.°)           |
| Anderlecht (4.°)             | FC Lugano (4.°)              | AEK Larnaca (CC)             | Celje (CC)                   |
| Beşiktaş (4.°)               | Midtjylland (2.°)            | Häcken (CC)                  | Sheriff Tiraspol (CC)        |

| Equipo 1         | Agr.         | Equipo 2         | Ida | Vuelta |
| ---------------- | ------------ | ---------------- | --- | ------ |
| Lugano           | 0–1 (t. s.)  | CFR Cluj         | 0–0 | 0–1    |
| Celje            | 2–3          | AEK Larnaca      | 1–1 | 1–2    |
| Levski Sofia     | 0–1 (t. s.)  | Sporting Braga   | 0–0 | 0–1    |
| Baník Ostrava    | 3–4          | Legia Varsovia   | 2–2 | 1–2    |
| Anderlecht       | 2–2 (2–4 p.) | Häcken           | 1–0 | 1–2    |
| Sheriff Tiraspol | 2–7          | Utrecht          | 1–3 | 1–4    |
| Midtjylland      | 3–2 (t. s.)  | Hibernian        | 1–1 | 2–1    |
| Beşiktaş         | 2–6          | Shakhtar Donetsk | 2–4 | 0–2    |

### Tercera ronda clasificatoria
Un total de 26 equipos participaran en la tercera ronda clasificatoria de la Liga Europa de la UEFA, de los cuales 8 proceden de la ronda anterior. Esta ronda se divide en dos secciones: la ruta de campeones (para los campeones de liga) y la ruta de liga (para los no campeones).

#### Ruta de Campeones
| Tercera ronda clasificatoria | Tercera ronda clasificatoria | Tercera ronda clasificatoria | Tercera ronda clasificatoria |
| ---------------------------- | ---------------------------- | ---------------------------- | ---------------------------- |
| Maccabi Tel Aviv (1.°)       | Drita (1.°)                  | Noah (1.°)                   | Breiðablik (1.°)             |
| Rijeka (1.°)                 | KuPS Kuopio (1.°)            | RFS (1.°)                    | Ħamrun Spartans (1.°)        |
| FCSB (1.°)                   | Shelbourne (1.°)             | Zrinjski Mostar (1.°)        | Lincoln Red Imps (1.°)       |

#### Ruta de Liga
| Utrecht (4.°)        | PAOK (3.°)            |
| Sporting Braga (4.°) | Midtjylland (2.°)     |
| Servette (2.°)       | Shakhtar Donetsk (CC) |
| Wolfsberger (CC)     | Legia Varsovia (CC)   |
| Fredrikstad (CC)     | AEK Larnaca (CC)      |
| Brann (2.°)          | Häcken (CC)           |
| Panathinaikos (2.°)  | CFR Cluj (CC)         |

| Equipo 1         | Agr.         | Equipo 2         | Ida | Vuelta |
| ---------------- | ------------ | ---------------- | --- | ------ |
| Lincoln Red Imps | 1–1 (6–5 p.) | Noah             | 1–1 | 0–0    |
| Rijeka           | 4–3          | Shelbourne       | 1–2 | 3–1    |
| RFS              | 1–3          | KuPS             | 1–2 | 0–1    |
| Ħamrun Spartans  | 2–5          | Maccabi Tel-Aviv | 1–2 | 1–3    |
| Zrinjski Mostar  | 3–2          | Breiðablik       | 1–1 | 2–1    |
| FCSB             | 6–3          | Drita            | 3–2 | 3–1    |

| Equipo 1      | Agr.         | Equipo 2         | Ida | Vuelta |
| ------------- | ------------ | ---------------- | --- | ------ |
| AEK Larnaca   | 5–3          | Legia Varsovia   | 4–1 | 1–2    |
| Fredrikstad   | 1–5          | Midtjylland      | 1–3 | 0–2    |
| CFR Cluj      | 1–4          | Sporting Braga   | 1–2 | 0–2    |
| PAOK          | 1–0 (t. s.)  | Wolfsberger      | 0–0 | 1–0    |
| Servette      | 2–5          | Utrecht          | 1–3 | 1–2    |
| Häcken        | 1–2          | Brann            | 0–2 | 1–0    |
| Panathinaikos | 0–0 (4–3 p.) | Shakhtar Donetsk | 0–0 | 0–0    |

### Ronda de Play-Off
Un total de 24 equipos participaran en la cuarta ronda clasificatoria de la Liga Europa de la UEFA, de los cuales 13 proceden de la ronda anterior.
| Cuarta ronda clasificatoria | Cuarta ronda clasificatoria | Cuarta ronda clasificatoria | Cuarta ronda clasificatoria |
| --------------------------- | --------------------------- | --------------------------- | --------------------------- |
| Utrecht (4.°)               | Young Boys (3.°)            | Dynamo Kiev (1.°)           | Ludogorets Razgrad (1.°)    |
| Sporting Braga (4.°)        | Brann (2.°)                 | Rijeka (1.°)                | Slovan Bratislava (1.°)     |
| Genk (3.°)                  | Panathinaikos (2.°)         | Lech Poznań (1.°)           | KuPS Kuopio (1.°)           |
| Samsunspor (3.°)            | PAOK (3.°)                  | AEK Larnaca (CC)            | Zrinjski Mostar (1.°)       |
| Sigma Olomouc (CC)          | Midtjylland (2.°)           | Malmö (1.°)                 | Shkëndija (1.°)             |
| Aberdeen (CC)               | Maccabi Tel Aviv (1.°)      | FCSB (1.°)                  | Lincoln Red Imps (1.°)      |

| Equipo 1          | Agr. | Equipo 2           | Ida | Vuelta |
| ----------------- | ---- | ------------------ | --- | ------ |
| Maccabi Tel Aviv  | –    | Dynamo Kiev        | –   | –      |
| Shkëndija         | –    | Ludogorets Razgrad | –   | –      |
| Slovan Bratislava | –    | Young Boys         | –   | –      |
| Malmö             | –    | Sigma Olomouc      | –   | –      |
| Panathinaikos     | –    | Samsunspor         | –   | –      |
| Aberdeen          | –    | FCSB               | –   | –      |
| Lech Poznań       | –    | Genk               | –   | –      |
| Midtjylland       | –    | KuPS               | –   | –      |
| Lincoln Red Imps  | –    | Sporting Braga     | –   | –      |
| Zrinjski Mostar   | –    | Utrecht            | –   | –      |
| Brann             | -    | AEK Larnaca        | –   | –      |
| Rijeka            | –    | PAOK               | –   | –      |

## Fase de Liga
La posición de los equipos y la distribución en los distintos bombos es determinada únicamente por el coeficiente UEFA. Cada equipo participante en esta fase se enfrentará a ocho equipos distintos, pertenecientes a dos de ellos en cada bombo, disputando la mitad de esos partidos como local y la otra mitad como visitante.
| Bombo 1 | Bombo 2 | Bombo 3 | Bombo 4 |
| --- | --- | --- | --- |
| Roma CC: 104.500 Porto CC: 79.750 Feyenoord CC: 71.000 Lille CC: 66.000 Dinamo Zagreb CC: 56.000 Real Betis CC: 52.250 / [[]] CC: 0.000 [[]] CC: 0.000 [[]] CC: 0.000 | Olympique de Lyon CC: 43.750 Viktoria Plzen CC: 39.250 [[]] CC: 0.000 [[]] CC: 0.000 [[]] CC: 0.000 [[]] CC: 0.000 [[]] CC: 0.000 [[]] CC: 0.000 [[]] CC: 0.000 | [[]] CC: 0.000 [[]] CC: 0.000 [[]] CC: 0.000 [[]] CC: 0.000 [[]] CC: 0.000 [[]] CC: 0.000 [[]] CC: 0.000 [[]] CC: 0.000 [[]] CC: 0.000 | / [[]] CC: 0.000 [[]] CC: 0.000 [[]] CC: 0.000 [[]] CC: 0.000 [[]] CC: 0.000 [[]] CC: 0.000 [[]] CC: 0.000 [[]] CC: 0.000 [[]] CC: 0.000 |

Bombo sin definir
| Bombo 1: - Benfica CC: 87.750 - Brujas CC: 71.750 - Rangers CC: 71.250 - Bodø/Glimt CC: 49.000 Bombo 1 o 2: - Salzburgo CC: 48.000 - Aston Villa CC: 47.250 Bombo 2: - Fenerbahçe CC: 47.250 - Sporting Braga CC: 46.000 - Copenhague CC: 44.875 - Estrella Roja CC: 44.000 - PAOK CC: 42.250 - Ferencváros CC: 39.000 | Bombo 2 o 3: - Celtic CC: 38.000 - Maccabi Tel Aviv CC: 37.500 - Young Boys CC: 34.500 - Slovan Bratislava CC: 33.500 - Basel CC: 33.000 - Midtjylland CC: 32.750 - Qarabağ CC: 32.000 - Friburgo CC: 28.000 - Ludogorets Razgrad CC: 24.000 - Dynamo Kiev CC: 23.500 - Nottingham Forest CC: 23.039 - Sturm Graz CC: 23.000 - FCSB CC: 22.500 - Niza CC: 20.000 | Bombo 3 o 4: - Bologna CC: 19.446 - Lech Poznań CC: 19.000 - Celta de Vigo CC: 18.890 - Stuttgart CC: 17.266 - Panathinaikos CC: 16.000 - Malmö CC: 14.500 - Go Ahead Eagles CC: 13.430 - Utrecht CC: 13.430 - Rijeka CC: 12.000 - Genk CC: 11.370 - Pafos CC: 11.125 Bombo 4: - Zrinjski Mostar CC: 10.000 - Lincoln Red Imps CC: 10.000 - KuPS Kuopio CC: 10.000 - Aberdeen CC: 0.000 - Sigma Olomouc CC: 8.820 - Samsunspor CC: 8.780 - Brann CC: 7.937 - AEK Larnaca CC: 7.500 - Shkëndija CC: 7.500 - Kairat Almaty CC: 5.500 |

### Clasificación
| Pos. | Equipo            | Pts. | PJ | G | E | P | GF | GC | Dif. | Clasificación 2025-26                                      |
| ---- | ----------------- | ---- | -- | - | - | - | -- | -- | ---- | ---------------------------------------------------------- |
| 1    | Aston Villa       | 0    | 0  | 0 | 0 | 0 | 0  | 0  | 0    | Clasificados para los octavos de final                     |
| 2    | Bologna           | 0    | 0  | 0 | 0 | 0 | 0  | 0  | 0    | Clasificados para los octavos de final                     |
| 3    | Celta de Vigo     | 0    | 0  | 0 | 0 | 0 | 0  | 0  | 0    | Clasificados para los octavos de final                     |
| 4    | Dinamo Zagreb     | 0    | 0  | 0 | 0 | 0 | 0  | 0  | 0    | Clasificados para los octavos de final                     |
| 5    | Feyenoord         | 0    | 0  | 0 | 0 | 0 | 0  | 0  | 0    | Clasificados para los octavos de final                     |
| 6    | Friburgo          | 0    | 0  | 0 | 0 | 0 | 0  | 0  | 0    | Clasificados para los octavos de final                     |
| 7    | Go Ahead Eagles   | 0    | 0  | 0 | 0 | 0 | 0  | 0  | 0    | Clasificados para los octavos de final                     |
| 8    | Lille             | 0    | 0  | 0 | 0 | 0 | 0  | 0  | 0    | Clasificados para los octavos de final                     |
| 9    | Olympique de Lyon | 0    | 0  | 0 | 0 | 0 | 0  | 0  | 0    | Clasificados para la ronda preliminar (cabeza de serie)    |
| 10   | Niza              | 0    | 0  | 0 | 0 | 0 | 0  | 0  | 0    | Clasificados para la ronda preliminar (cabeza de serie)    |
| 11   | Nottingham Forest | 0    | 0  | 0 | 0 | 0 | 0  | 0  | 0    | Clasificados para la ronda preliminar (cabeza de serie)    |
| 12   | Porto             | 0    | 0  | 0 | 0 | 0 | 0  | 0  | 0    | Clasificados para la ronda preliminar (cabeza de serie)    |
| 13   | Real Betis        | 0    | 0  | 0 | 0 | 0 | 0  | 0  | 0    | Clasificados para la ronda preliminar (cabeza de serie)    |
| 14   | Roma              | 0    | 0  | 0 | 0 | 0 | 0  | 0  | 0    | Clasificados para la ronda preliminar (cabeza de serie)    |
| 15   | Salzburgo         | 0    | 0  | 0 | 0 | 0 | 0  | 0  | 0    | Clasificados para la ronda preliminar (cabeza de serie)    |
| 16   | Stuttgart         | 0    | 0  | 0 | 0 | 0 | 0  | 0  | 0    | Clasificados para la ronda preliminar (cabeza de serie)    |
| 17   | Viktoria Plzen    | 0    | 0  | 0 | 0 | 0 | 0  | 0  | 0    | Clasificados para la ronda preliminar (no cabeza de serie) |
| 18   | Bandera de ?      | 0    | 0  | 0 | 0 | 0 | 0  | 0  | 0    | Clasificados para la ronda preliminar (no cabeza de serie) |
| 19   | Bandera de ?      | 0    | 0  | 0 | 0 | 0 | 0  | 0  | 0    | Clasificados para la ronda preliminar (no cabeza de serie) |
| 20   | Bandera de ?      | 0    | 0  | 0 | 0 | 0 | 0  | 0  | 0    | Clasificados para la ronda preliminar (no cabeza de serie) |
| 21   | Bandera de ?      | 0    | 0  | 0 | 0 | 0 | 0  | 0  | 0    | Clasificados para la ronda preliminar (no cabeza de serie) |
| 22   | Bandera de ?      | 0    | 0  | 0 | 0 | 0 | 0  | 0  | 0    | Clasificados para la ronda preliminar (no cabeza de serie) |
| 23   | Bandera de ?      | 0    | 0  | 0 | 0 | 0 | 0  | 0  | 0    | Clasificados para la ronda preliminar (no cabeza de serie) |
| 24   | Bandera de ?      | 0    | 0  | 0 | 0 | 0 | 0  | 0  | 0    | Clasificados para la ronda preliminar (no cabeza de serie) |
| 25   | Bandera de ?      | 0    | 0  | 0 | 0 | 0 | 0  | 0  | 0    | Eliminado de la competición                                |
| 26   | Bandera de ?      | 0    | 0  | 0 | 0 | 0 | 0  | 0  | 0    | Eliminado de la competición                                |
| 27   | Bandera de ?      | 0    | 0  | 0 | 0 | 0 | 0  | 0  | 0    | Eliminado de la competición                                |
| 28   | Bandera de ?      | 0    | 0  | 0 | 0 | 0 | 0  | 0  | 0    | Eliminado de la competición                                |
| 29   | Bandera de ?      | 0    | 0  | 0 | 0 | 0 | 0  | 0  | 0    | Eliminado de la competición                                |
| 30   | Bandera de ?      | 0    | 0  | 0 | 0 | 0 | 0  | 0  | 0    | Eliminado de la competición                                |
| 31   | Bandera de ?      | 0    | 0  | 0 | 0 | 0 | 0  | 0  | 0    | Eliminado de la competición                                |
| 32   | Bandera de ?      | 0    | 0  | 0 | 0 | 0 | 0  | 0  | 0    | Eliminado de la competición                                |
| 33   | Bandera de ?      | 0    | 0  | 0 | 0 | 0 | 0  | 0  | 0    | Eliminado de la competición                                |
| 34   | Bandera de ?      | 0    | 0  | 0 | 0 | 0 | 0  | 0  | 0    | Eliminado de la competición                                |
| 35   | Bandera de ?      | 0    | 0  | 0 | 0 | 0 | 0  | 0  | 0    | Eliminado de la competición                                |
| 36   | Bandera de ?      | 0    | 0  | 0 | 0 | 0 | 0  | 0  | 0    | Eliminado de la competición                                |

Actualizado a los partidos jugados el 12 de agosto de 2025.
 Fuente: Liga Europa de la UEFA
Criterios de clasificación: Puntos · Diferencia de goles · Goles a favor · Goles a favor como visitante · Victorias · Victorias como visitante · Puntos obtenidos por los oponentes en fase de liga · Diferencia de goles de los oponentes en fase de liga · Goles a favor de los oponentes en fase de liga · Fair Play · Coeficiente de clubes

## Estadísticas

### Rendimiento
Nota: No contabilizadas las estadísticas en rondas previas.
| Club | Club              | Pts. | PJ | PG | PE | PP | GF | GC | Dif. | Rend. |
| ---- | ----------------- | ---- | -- | -- | -- | -- | -- | -- | ---- | ----- |
| 1    | Aston Villa       | 0    | 0  | 0  | 0  | 0  | 0  | 0  | 0    | 0%    |
| 2    | Bologna           | 0    | 0  | 0  | 0  | 0  | 0  | 0  | 0    | 0%    |
| 3    | Celta de Vigo     | 0    | 0  | 0  | 0  | 0  | 0  | 0  | 0    | 0%    |
| 4    | Dinamo Zagreb     | 0    | 0  | 0  | 0  | 0  | 0  | 0  | 0    | 0%    |
| 5    | Feyenoord         | 0    | 0  | 0  | 0  | 0  | 0  | 0  | 0    | 0%    |
| 6    | Friburgo          | 0    | 0  | 0  | 0  | 0  | 0  | 0  | 0    | 0%    |
| 7    | Go Ahead Eagles   | 0    | 0  | 0  | 0  | 0  | 0  | 0  | 0    | 0%    |
| 8    | Lille             | 0    | 0  | 0  | 0  | 0  | 0  | 0  | 0    | 0%    |
| 9    | Olympique de Lyon | 0    | 0  | 0  | 0  | 0  | 0  | 0  | 0    | 0%    |
| 10   | Niza              | 0    | 0  | 0  | 0  | 0  | 0  | 0  | 0    | 0%    |
| 11   | Nottingham Forest | 0    | 0  | 0  | 0  | 0  | 0  | 0  | 0    | 0%    |
| 12   | Porto             | 0    | 0  | 0  | 0  | 0  | 0  | 0  | 0    | 0%    |
| 13   | Real Betis        | 0    | 0  | 0  | 0  | 0  | 0  | 0  | 0    | 0%    |
| 14   | Roma              | 0    | 0  | 0  | 0  | 0  | 0  | 0  | 0    | 0%    |
| 15   | Salzburgo         | 0    | 0  | 0  | 0  | 0  | 0  | 0  | 0    | 0%    |
| 16   | Stuttgart         | 0    | 0  | 0  | 0  | 0  | 0  | 0  | 0    | 0%    |
| 17   | Viktoria Plzen    | 0    | 0  | 0  | 0  | 0  | 0  | 0  | 0    | 0%    |